# 발터 바데

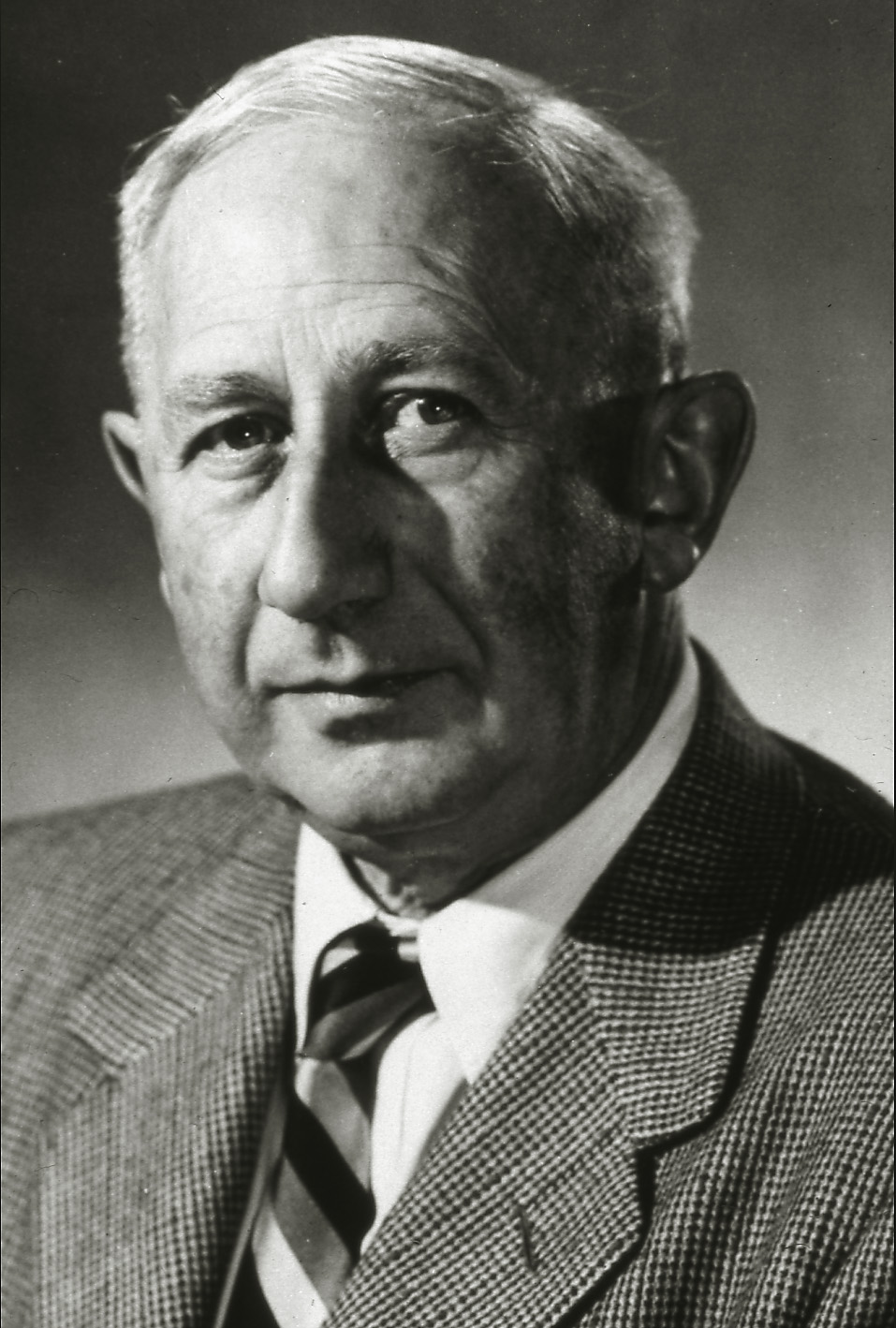

빌헬름 하인리히 발터 바데(Wilhelm Heinrich Walter Baade, 1893년 3월 24일 ~ 1960년 6월 25일)는 미국에서 활동한 독일의 천문학자이다.
별을 분류하는 데 많은 업적을 남겼다. 또한 우주의 크기와 연령을 알 수 있는 허블 상수를 개선했으며, 초신성과 전파 은하에 관한 연구도 했다.